# 藤林伸治
藤林 伸治（ふじばやし しんじ、1922年9月26日 - 1994年5月2日）は、日本の映画監督・演出家・市民運動家。群馬県富岡市出身。

## 学歴
- 埼玉県立浦和中学校（転校）
- 群馬県立高崎中学校（転校）
- 東京府立第五中学校卒業
- 東亜同文書院中退
- 大東文化学院東洋哲学科卒業

## 略歴
- 1952年、日本ドキュメントフィルムに参加
- 1969年、フリーになる
- 1970年、「奥飛騨・日本の心」で初演出
- 1981年、青銅プロ同人になる
- 1976年、ライプツィヒ映画祭金鳩賞受賞

## 主な作品
- 「明るい町」
- 「秩父事件」
- 「われわれは監視する」